# Microcyba aculeata
Microcyba aculeata är en spindelart som beskrevs av Holm 1964. Microcyba aculeata ingår i släktet Microcyba och familjen täckvävarspindlar.
Artens utbredningsområde är Kongo. Inga underarter finns listade i Catalogue of Life.